# Angaridyela suspecta
Angaridyela suspecta  (лат.) — ископаемый вид пилильщиков рода Angaridyela из семейства Xyelidae. Обнаружен в нижнемеловых отложениях Китая (провинция Ляонин, Huangbanjigou, Shangyuan Town, Yixian Formation, барремский ярус, около 125 млн лет). Длина тела 6,5 мм, длина переднего крыла 4,7 мм. 
Вид Angaridyela suspecta был впервые описан в 2000 году китайскими энтомологами Х. Чжаном и Ж. Чжаном (H. C. Zhang, J. F. Zhang, Китай) вместе с видами Angaridyela exculpta, A. robusta, A. endemica, Ceratoxyela decorosa, Heteroxyela ignota, Isoxyela rudis, Lethoxyela excurva, L. vulgata, L. antiqua, Sinoxyela viriosa.
Включён в состав рода Angaridyela Rasnitsyn 1966 вместе с видами Angaridyela vitimica, A. robusta и другими.